# Otto Meissner
Otto Meissner, również Meißner (ur. 13 marca 1880 w Bischwiller, zm. 27 maja 1953 w Monachium) – niemiecki urzędnik i prawnik, doktor prawa, jako szef Kancelarii Prezydenta Rzeszy przez cały okres istnienia Republiki Weimarskiej zdobył znaczne wpływy w otoczeniu Eberta i Hindenburga. Stanowisko zachował pod rządami Hitlera, jednak pozbawiony wpływów. Został też ministrem rządu. Po II wojnie światowej w procesach norymberskich sądzony i uniewinniony.

## Życiorys
Meissner był synem urzędnika pocztowego. Studiował prawo w Strasburgu w latach 1898-1903, gdzie został członkiem Braterstwa Młodzieży Studiującej (Burschenschaft) Germania. Następnie uczył się w Berlinie i w roku 1908, w wieku 28 lat, uzyskał tytuł doktora prawa w bawarskim Erlangen. Później został urzędnikiem w kolejach państwowych Reichsbahn w Strasburgu. W latach 1915–1917 brał udział w I wojnie światowej – służył w pułku piechoty. Do roku 1919 był bardziej aktywny za linią frontu, na początku w Bukareszcie w Rumunii, a następnie w Kijowie, by później służyć jako rzecznik interesów rządu ukraińskiego.
Dzięki swoim szerokim znajomościom w 1919 roku Meissner został doradcą (referentem) w Biurze Prezydenta Rzeszy (ówcześnie socjalisty Friedricha Eberta). W roku 1920 awansował na stanowisko Dyrektora Ministerialnego i Szefa Kancelarii Prezydenta Rzeszy. W roku 1923 Ebert mianował Meissnera sekretarzem stanu.
Gdy w roku 1934 Hitler połączył urzędy głowy państwa (Prezydenta Rzeszy) oraz szefa rządu (kanclerza), urząd Meissnera przemianowano na "kancelarię prezydencką". Jego znaczenie zostało ograniczone do funkcji reprezentacyjnych.
W roku 1937 Meissner został przeniesiony na nowo utworzone stanowisko "Ministra Rządu na Stanowisku Ministra Rzeszy oraz Szefa Kancelarii Prezydenckiej Führera i Kanclerza Rzeszy".
Po II wojnie światowej Meissner został aresztowany przez aliantów. Przesłuchiwano go w charakterze świadka podczas procesów norymberskich. W lipcu 1947 roku był świadkiem w procesie skierowanym przeciwko byłemu sekretarzowi stanu, doktorowi Schlegelbergerowi.
W 1949 roku występował jako oskarżony w tzw. procesie ministerstw, ale trybunał uniewinnił go 14 kwietnia. Dwa lata później, w maju 1949 roku, został ponownie oskarżony w Monachium. Uznano go za zwolennika rządu nazistowskiego, który jednak nie brał udziału w jego zbrodniach. Jego apelacja została odrzucona, ale postępowanie zostało przerwane w styczniu 1952 roku.
W roku 1950 Meissner wydał swoje wspomnienia związane z jego niezwykłą karierą urzędniczą w książce pt. Sekretarz Stanu u Eberta, Hindenburga i Hitlera.

## Rola Meissnera w historii
Meissner, który wraz ze swoją rodziną mieszkał w latach 1929-39 w Pałacu Prezydenta Rzeszy, niewątpliwie miał znaczny wpływ na decyzje prezydentów Niemiec, a w szczególności na Hindenburga. Meissner wraz Kurtem von Schleicherem w latach 1929-39 starali się osłabić parlamentarny system rządów na rzecz silnej władzy prezydenckiej.
Rola Meissnera w dojściu Hitlera na stanowisko kanclerza Rzeszy (grudzień 1932 – styczeń 1933) budzi kontrowersje nawet wśród historyków. Jako członek "kamaryli" prezydenta Paula von Hindenburga posiadał znaczące wpływy. Wraz z Oskarem von Hindenburgiem i Franzem von Papenem prowadził negocjacje z Hitlerem, które doprowadziły do rozwiązania rządu von Schleichera i obsadzenia Hitlera na stanowisku Kanclerza Rzeszy. Frakcję nazistowską reprezentowali w rozmowach Wilhelm Keppler, Joachim von Ribbentrop oraz bankier Kurt baron von Schröder, były urzędnik i szef konserwatywnego berlińskiego stowarzyszenia "Herrenklub". Ze względu na wzajemną niechęć Hindenburg i Hitler nie kontaktowali się ze sobą osobiście.
Meissner zgłosił swoją rezygnację w roku 1933. Nie została ona jednak przyjęta, wobec czego Meissner przejął funkcję reprezentacyjną. Pomimo piastowanego stanowiska Ministra Rzeszy oraz Szefa Kancelarii Führera i Kanclerza Rzeszy, jego rzeczywisty wpływ na politykę reżimu nazistowskiego był bardzo znikomy.